# Béceleuf
Béceleuf és un municipi francès situat al departament de Deux-Sèvres i a la regió de la Nova Aquitània. L'any 2007 tenia 673 habitants.

## Demografia

### Població
El 2007 la població de fet de Béceleuf era de 673 persones. Hi havia 216 famílies de les quals 52 eren unipersonals (32 homes vivint sols i 20 dones vivint soles), 68 parelles sense fills, 92 parelles amb fills i 4 famílies monoparentals amb fills.
La població ha evolucionat segons el següent gràfic:
Habitants censats

### Habitatges
El 2007 hi havia 273 habitatges, 223 eren l'habitatge principal de la família, 34 eren segones residències i 16 estaven desocupats. Tots els 272 habitatges eren cases. Dels 223 habitatges principals, 172 estaven ocupats pels seus propietaris, 45 estaven llogats i ocupats pels llogaters i 6 estaven cedits a títol gratuït; 2 tenien una cambra, 10 en tenien dues, 25 en tenien tres, 45 en tenien quatre i 141 en tenien cinc o més. 182 habitatges disposaven pel capbaix d'una plaça de pàrquing. A 90 habitatges hi havia un automòbil i a 122 n'hi havia dos o més.

### Piràmide de població
La piràmide de població per edats i sexe el 2009 era:
| Homes | Edats   | Dones |
| ----- | ------- | ----- |
| 4     | 95 o +  | 20    |
| 8     | 90 a 94 | 16    |
| 8     | 85 a 89 | 28    |
| 12    | 80 a 84 | 12    |
| 24    | 75 a 79 | 32    |
| 12    | 70 a 74 | 12    |
| 12    | 65 a 69 | 16    |
| 12    | 60 a 64 | 20    |
| 4     | 55 a 59 | 4     |
| 24    | 50 a 54 | 16    |
| 20    | 45 a 49 | 32    |
| 20    | 40 a 44 | 8     |
| 20    | 35 a 39 | 16    |
| 8     | 30 a 34 | 16    |
| 20    | 25 a 29 | 8     |
| 12    | 20 a 24 | 12    |
| 20    | 15 a 19 | 16    |
| 0     | 10 a 14 | 20    |
| 12    | 5 a 9   | 8     |
| 8     | 0 a 4   | 12    |

## Economia
El 2007 la població en edat de treballar era de 354 persones, 284 eren actives i 70 eren inactives. De les 284 persones actives 269 estaven ocupades (149 homes i 120 dones) i 15 estaven aturades (7 homes i 8 dones). De les 70 persones inactives 24 estaven jubilades, 16 estaven estudiant i 30 estaven classificades com a «altres inactius».

### Ingressos
El 2009 a Béceleuf hi havia 226 unitats fiscals que integraven 570 persones, la mediana anual d'ingressos fiscals per persona era de 16.120,5 €.

### Activitats econòmiques
Dels 15 establiments que hi havia el 2007, 1 era d'una empresa extractiva, 1 d'una empresa de fabricació de material elèctric, 1 d'una empresa de construcció, 3 d'empreses de comerç i reparació d'automòbils, 2 d'empreses de transport, 1 d'una empresa d'hostatgeria i restauració, 1 d'una empresa d'informació i comunicació, 1 d'una empresa de serveis i 4 d'empreses classificades com a «altres activitats de serveis».
Dels 3 establiments de servei als particulars que hi havia el 2009, 1 era un taller de reparació d'automòbils i de material agrícola, 1 guixaire pintor i 1 saló de bellesa.
L'any 2000 a Béceleuf hi havia 23 explotacions agrícoles que ocupaven un total de 992 hectàrees.

## Equipaments sanitaris i escolars
El 2009 hi havia una escola elemental integrada dins d'un grup escolar amb les comunes properes formant una escola dispersa.

## Poblacions més properes
El següent diagrama mostra les poblacions més properes.